# George Hubert Wilkins
George Hubert Wilkins (Mount Bryan East, 31 ottobre 1888 – Flamingham, 1º dicembre 1958) è stato un esploratore australiano.

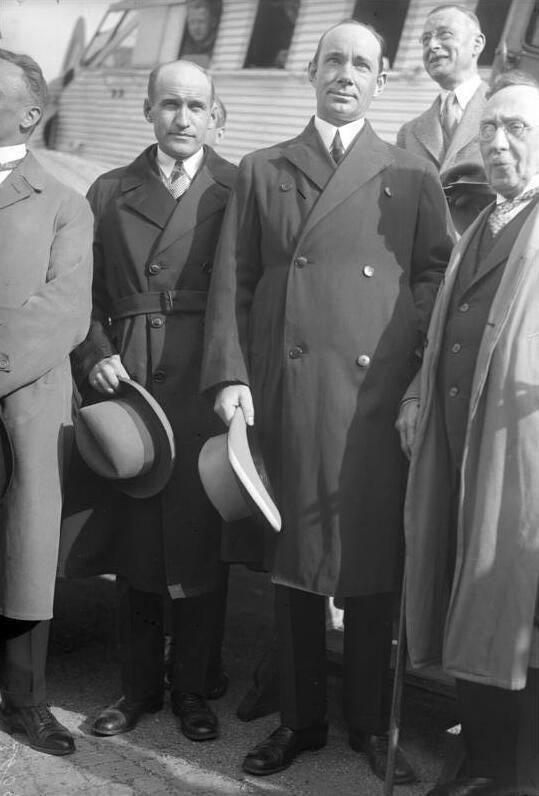
George Hubert Wilkins

Ebbe il merito di aprire un nuovo capitolo nella storia delle esplorazioni, portando con sé molti strumenti tecnici innovativi, proprio come aveva fatto prima di lui l'ammiraglio Richard Evelyn Byrd.
Grazie alle sue molteplici capacità, era pilota provetto, geografo, fotografo e ornitologo, fin da giovane si segnalò più che idoneo a partecipare ad esplorazioni scientifiche e, appena venticinquenne, partecipò alla Canadian Arctic Expedition (1913-1918) e alla British Imperial Antarctic Expedition (1920-1921).
Dal 1926 al 1927 compì molti voli esplorativi sul Mar Glaciale Artico; riuscì anche ad attraversare, pilotando un aereo, la calotta polare nord passando dall'Alaska all'arcipelago delle Spitzbergen. 
Nel 1928 esplorò le regioni antartiche con frequenti voli con base sulle isole Shetland meridionali: il risultato più concreto delle sue ricerche fu il rilievo della Terra di Graham, di cui riuscì a riconoscere dall'alto la struttura peninsulare e le isole prospicienti.
Nel 1931 intraprese una spedizione sotto la banchisa del mar Glaciale Artico, con un sommergibile in disarmo noleggiato dalla Marina Statunitense, l’O-12, ribattezzato Nautilus, in onore del romanzo 20.000 leghe sotto i mari di Jules Verne. Il sottomarino venne modificato e dotato di un trapano che avrebbe dovuto perforare la calotta artica al fine di garantire al sommergibile di non rimanere intrappolato sotto i ghiacci e soprattutto ventilare le riserve di aria. La spedizione fu funestata da diversi incidenti ed alla fine Wilkins dovette riconoscere che la sua avventura nell'Artico stava diventando troppo avventata quando ricevette un appello via radio dal magnate Hearst, uno dei finanziatori della missione, che lo pregava di ritornare indietro. Nel percorso verso l'Inghilterra il sottomarino incontrò una violenta tempesta che costrinse il Nautilus a rifugiarsi nel porto di Bergen, in Norvegia. Il sottomarino subì gravi danni che lo resero inutilizzabile per cui, con il permesso della Marina degli Stati Uniti, fu affondato il 20 novembre 1931. Nonostante la spedizione non sia riuscita nell'intento di raggiungere il Polo Nord (il punto più a Nord aveva latitudine 82° 15'), dimostrò la fattibilità dell'idea di navigare al di sotto del ghiaccio polare.
Tra il 1933 e il 1936 divenne comandante della Wyatt Earp, e partecipò ad altre spedizioni nell'Antartide organizzate e finanziate dal magnate americano Lincoln Ellsworth.